# Mare aux Hippopotames
Mare aux Hippopotames (vertaald: Meer van Nijlpaarden) is een meer en beschermd natuurgebied in Burkina Faso, opgericht in 1937 en in 1977 aangewezen als het enige UNESCO biosfeerreservaat van het land. Het park werd aangelegd rond een zoetwatermeer en omvat omliggende poelen en meren in het overstromingsgebied van de Zwarte Volta en omliggende bossen. In het park leven ongeveer 100 nijlpaarden; ongeveer 1000 ecotoeristen bezoeken het elk jaar. Het ligt ongeveer 60 km ten noorden van Bobo-Dioulasso, en is zelf ongeveer 163 km² groot. Mare aux Hippopotames behoort tot de wetlands van internationaal belang zoals gedefinieerd door de Conventie van Ramsar.

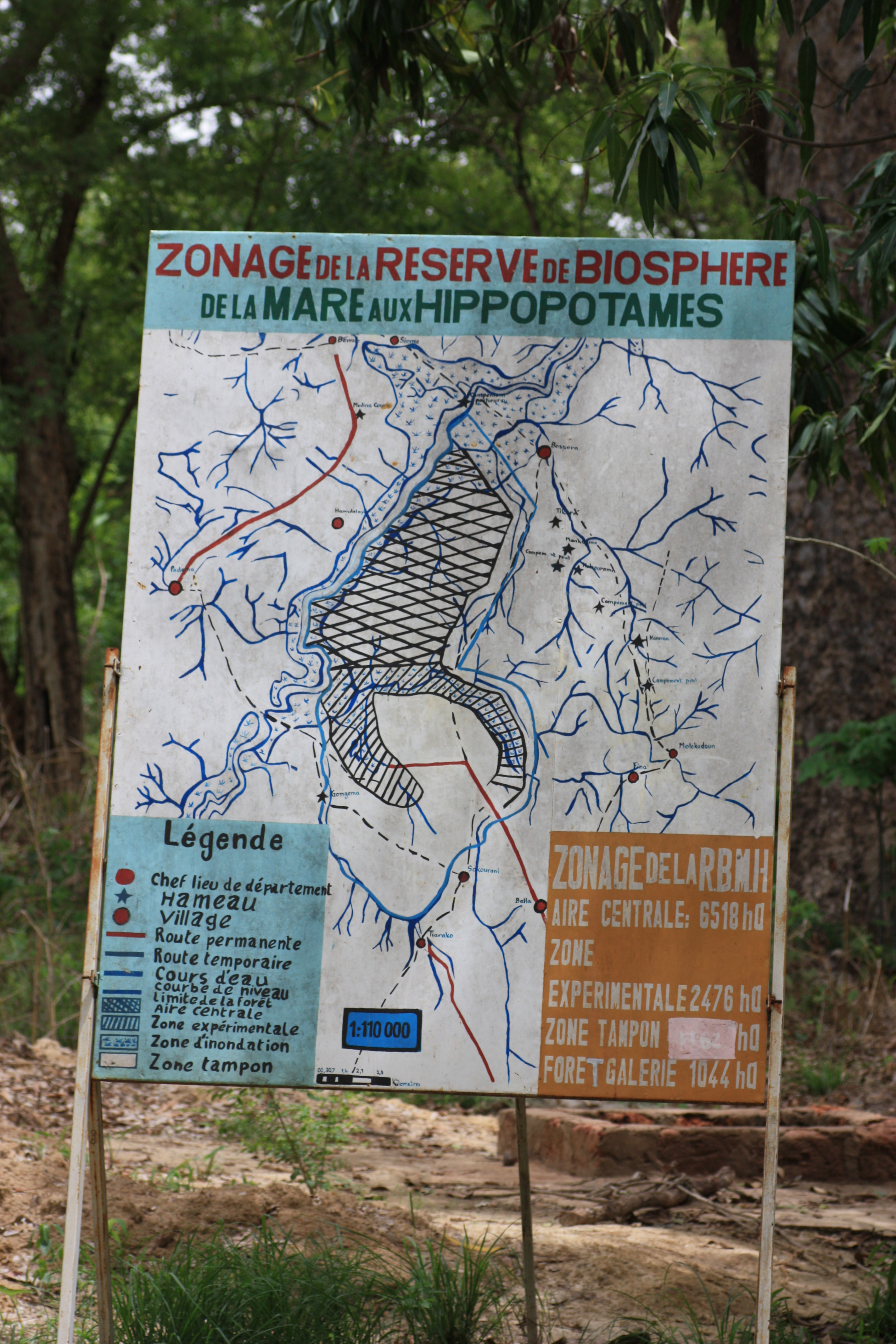
Kaart van Mare aux Hippopotames

De kernzone beslaat 6518 ha, de bufferzone 9836 ha en de overgangszone 2846 ha. Tijdens het regenseizoen heeft het centrale meer een oppervlakte van ongeveer 660 ha met een lengte van ongeveer 2,6 km en een breedte van 700 m. Rondom het meer is er galerijbos en een groot gebied met savannebos. Het jaar in de regio is verdeeld in een droog seizoen van acht maanden en een regenseizoen van vier maanden. De totale jaarlijkse neerslag is 1014 mm.

## Flora
Er zijn 270 plantensoorten uit 198 verschillende geslachten en 70 families in het Ramsargebied. De boomsoorten die voorkomen en belangrijk zijn voor natuurbehoud zijn onder andere de bedreigde Khaya senegalensis, bedreigde Vitellaria paradoxa, Cola cordifolia, Parkia biglobosa en Prosopis africana en de bloem Pericopsis laxiflora.

## Fauna
Tot de zoogdieren in het wetland behoren nijlpaarden en Afrikaanse olifanten. Beide soorten zijn door de IUCN gecategoriseerd als bedreigd of ernstig bedreigd. De nijlpaardenpopulatie is verdeeld in drie familiegroepen. In het beschermde gebied leven ook koeantilopen, blauwrugduikers, knobbelzwijnen, primaten zoals de huzaaraap en roofdieren.
De visfauna bestaat uit ongeveer 40 soorten. Hieronder zijn soorten die voorkomen in (over)stromende wateren: Brycinus macrolepidotus, Brycinus nurse, Chromidotilapia guntheri, Ctenopoma kingsleyae, Enteromius ablabes, Enteromius leonensis, Hemichromis bimaculatus, Hemichromis fasciatus, Labeo coubie, Labeo senegalensis, Micralestes acutidens en Oreochromis niloticus. Soorten die alleen in het meer voorkomen zijn de roofmeerval Clarias angularis, de meerval Synodontis membranacea en de olifantvis Mormyrus hasselquistii. Andere vissoorten zijn de Gymnarchus niloticus, Distichodus rostratus en de Synodontis clarias.
BirdLife International heeft ook een gebied van 19.200 hectare van het wetland aangewezen als Important Bird Area. Er zijn meer dan 240 soorten waargenomen, waaronder voornamelijk reigers. Soorten die elders in Burkina Faso zeldzaam zijn, zijn onder andere de Narinatrogon (Apaloderma narina) en de dwergjacana (Microparra capensis). Andere hier voorkomende soorten zijn het bonte boertje (Poicephalus senegalus), de bruinstuitgors (Emberiza affinis), lelieloper (Actophilornis africanus), roodkeelbijeneter (Merops bulocki), schubkaplawaaimaker (Cossypha albicapillus), violette toerako (Tauraco violaceus), witwangfluiteend (Dendrocygna viduata) en zwartkapbabbelaar (Turdoides reinwardtii).